# サチャ・モハン・ジョシ
サチャ・モハン・ジョシ (ネパール語: सत्यमोहन जोशी; 英語: Satya Mohan Joshi; 1919年5月12日 -  2022年10月16日) は、ネパールの作家、歴史学者、文化人類学者。マダン賞受賞者。グルカ・ダクシン・バフ勲章受章者。ネパール科学技術王立アカデミー(NAST)の終身会員。ネパール・バシャ・アカデミーの理事長も務めていた。

## 人物・経歴

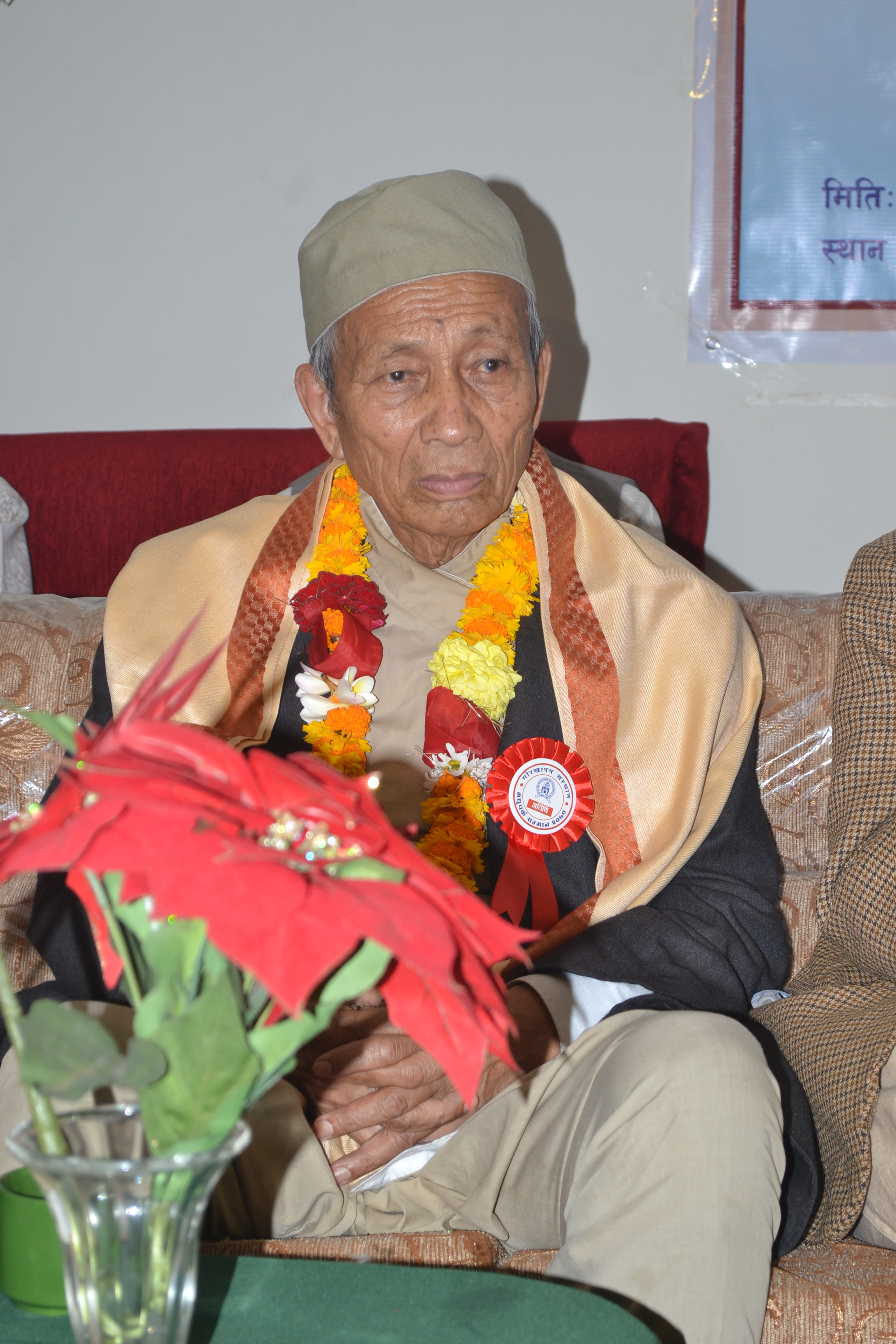
Joshi at Tinkune

ジョシは 1919年にネパールのラリトプル郡で父シャンカール・ラジと母ラジクマリ・ジョシの間に生まれた 。 家庭でアルファベットを学んだ後、カトマンズのダルバール高校に入学した。トリチャンドラ大学で学士号(教養)を取得すると、1959年に考古学・文化部の初代部長に就任。カトマンズに国立劇場「ラストリヤ・ナッハガー」、パタンに考古学庭園、タウリハワに考古学博物館、バクタプールに国立絵画博物館をそれぞれ設立した。
1956年、第1回マダン賞を『私たちの民俗文化(Hamro Lok Sanskriti)』で受賞。以降、1960年の『Nelali Rastrya Mudra』と1970年の『Karnali Lok Sanskriti』で再びマダン賞を受賞した。2020年現在、マダン賞を3回受賞した人物はジョシだけである。
1960年のマヘンドラ国王のクーデター後、ジョシは中国に渡り、北京放送学院(中国伝媒大学の前身)でネパール語を教え始めた。中国滞在中には、西暦1260年初頭に中国に移住したマッラ朝の彫刻家アラニコの研究を行った 。
2019年5月12日、ネパールの大都市は、ジョシの生誕100周年を祝って公休日になった。また、国会議員や地方自治体の首長からなる生誕100周年記念委員会が組織され、様々な記念プログラムが行われた。その一環として、ネパール・ラストラ銀行は2019年9月に、ジョシの肖像画をモチーフにした100ルピー、1,000ルピー、2,500ルピーの3種類の新硬貨を発行した。

## 代表的な著作物
- 私たちの民俗文化 (Hamro Lok Sanskriti)
- Nelali Rastrya Mudra -　ネパールの貨幣に関する著作。
- Karnali Lok Sanskriti - ネパール西部にある地域カルナリの民俗文化に関する研究。
- KARNALIKO LOK SANSKRITI